# Грелль, Александр Кондратьевич
Александр Кондратьевич Грелль (1829—1896) — российский садовод-практик и акклиматизатор, помолог, действительный статский советник.

## Биография
Был сыном провизора. Окончил медицинский факультет Московского университета.
Владелец и директор акклиматизационного плодового сада в Москве.
Преподавал плодоводство в земледельческой школе Московского общества сельского хозяйства. Был директором Учёного отделения Российского общества любителей садоводства. В сентябре 1890 г. в Молодечненской учительской семинарии действительный статский советник и садовод-практик А. К. Грелль по поручению департамента земледелия и сельской промышленности устроил курсы промышленного плодоводства и огородничества. На занятиях будущим народным учителям демонстрировал последние достижения техники в данной важной «отрасли промышленностью, с целью «распространения через них среди сельского населения практических знаний по плодоводству и огородничеству».
Сотрудничал с журналом «Русское садоводство». После смерти его дело продолжила его вдова, М. И. Грелль.
От работ Грелля отталкивался в своих ранних опытах И. В. Мичурин. А. К. Грелль выработал теорию акклиматизации плодовых деревьев, согласно которой важным является подбор подвоев и привоев. Грелль считал возможным приучить южные сорта к условиям севера путём прививки черенков от взрослых растений этих сортов к зимостойким подвоям. Теория — по своему существу ламаркистская — оказалась несостоятельной; в 1905 году Мичурин «руководствуясь 28-летним опытом разведения плодовых деревьев в Тамбовской губернии» решительно заявил: «Акклиматизация растений возможна лишь путём посева. Никакой сорт иностранного происхождения, если он не имеет ещё на родине способности выдерживать понижение температуры, одинаковой с минимумом температуры той местности, куда растение было пересажено, не может акклиматизироваться путём переноса растений, черенков, отводков и т.п.… Не следует обманывать себя ложной надеждой».

## Память
В честь А. К. Грелля его учеником, красноярским садоводом А. И. Олониченко, назван сорт яблонь «Непобедимая Грелля».

## Сочинения
- Краткие наставления к выращиванию цветочных и огородных растений. — 32 с.
- Доходное плодоводство. — М., 1891. — 167 с. Выдержала шесть изданий (с 1891 по 1904).
- Краткие наставления о выращивании всевозможных семян, огородных и цветочных. — М., 1898. — 34 с.